# Bunbury (Australia Occidental)
Bunbury es una ciudad portuaria de la región de South West en el estado australiano de Australia Occidental. Actualmente es la tercera ciudad más poblada del estado, después de Mandurah y Perth, la capital estatal. Está situada a 175 kilómetros al sur del centro de esta última. Bunbury es el lugar de nacimiento del premier de Australia Occidental y explorador John Forrest.

## Clima
| Parámetros climáticos promedio de Bunbury | Parámetros climáticos promedio de Bunbury | Parámetros climáticos promedio de Bunbury | Parámetros climáticos promedio de Bunbury | Parámetros climáticos promedio de Bunbury | Parámetros climáticos promedio de Bunbury | Parámetros climáticos promedio de Bunbury | Parámetros climáticos promedio de Bunbury | Parámetros climáticos promedio de Bunbury | Parámetros climáticos promedio de Bunbury | Parámetros climáticos promedio de Bunbury | Parámetros climáticos promedio de Bunbury | Parámetros climáticos promedio de Bunbury | Parámetros climáticos promedio de Bunbury |
| Mes                                       | Ene.                                      | Feb.                                      | Mar.                                      | Abr.                                      | May.                                      | Jun.                                      | Jul.                                      | Ago.                                      | Sep.                                      | Oct.                                      | Nov.                                      | Dic.                                      | Anual                                     |
| ----------------------------------------- | ----------------------------------------- | ----------------------------------------- | ----------------------------------------- | ----------------------------------------- | ----------------------------------------- | ----------------------------------------- | ----------------------------------------- | ----------------------------------------- | ----------------------------------------- | ----------------------------------------- | ----------------------------------------- | ----------------------------------------- | ----------------------------------------- |
| Temp. máx. media (°C)                     | 29.2                                      | 29.8                                      | 27.6                                      | 23.9                                      | 21.0                                      | 18.4                                      | 17.3                                      | 17.3                                      | 18.3                                      | 20.6                                      | 24.2                                      | 27.0                                      | 22.9                                      |
| Temp. mín. media (°C)                     | 15.0                                      | 15.6                                      | 14.1                                      | 11.6                                      | 9.6                                       | 8.1                                       | 7.2                                       | 7.5                                       | 8.5                                       | 9.1                                       | 12.0                                      | 13.4                                      | 11.0                                      |
| Precipitación total (mm)                  | 11.0                                      | 6.2                                       | 16.8                                      | 37.2                                      | 98.2                                      | 147.9                                     | 151.2                                     | 123.5                                     | 79.5                                      | 35.2                                      | 20.9                                      | 16.8                                      | 737.9                                     |
| Fuente:                                   |                                           |                                           |                                           |                                           |                                           |                                           |                                           |                                           |                                           |                                           |                                           |                                           |                                           |